# Carl Philipp zu Salm-Salm
Carl Philipp Josef Petrus Cölestinus Balthasar Fürst zu Salm, ook: Carl Philipp Fürst zu Salm-Salm (Anholt, 19 mei 1933 – 6 augustus 2024) was een Duits bankier, rentmeester en sinds 1988 het hoofd van het Huis Salm.

## Biografie
Carl Philipp voerde het predicaat Durchlaucht (S.D.), Doorluchtige Hoogheid in het Nederlands. Volgens het adelsrecht, niet langer wettelijk geldig in Duitsland, was hij de veertiende  vorst van Salm, de negende vorst van Salm-Salm, de negende vorst van Salm-Kyrburg, Wild- en Rheingraf, vorst van Ahaus en Bocholt, hertog van Hoogstraten, graaf van Anholt, Vinstingen en Werth.
Hij was de tweede zoon van Nikolaas Leopold Hendrik van Salm-Salm (1906-1988) en zijn eerste vrouw Ida vorstin von Wrede (1909-1998).
Carl Philipp woonde tijdens de Tweede Wereldoorlog in zijn geboorteplaats Anholt. Hij ging daar ook naar de basisschool. Bij een luchtaanval op 21 maart 1945 kwam zijn oudere broer Alfred om het leven. Na de oorlog was zijn vader krijgsgevangene. Het gezin woonde toen in de kelder van het zwaar beschadigd kasteel van Anholt. In 1954 studeerde Carl Philipp af aan het Aloisiuskolleg (Sint-Aloysiuscollege), een jezuïetenschool in Bad Godesberg. Na een studie bedrijfskunde en een professionele carrière in het bankwezen en het zakenleven, nam hij in 1969 het beheer van de eigendommen van Salm-Salm over in Rhede . In 1988 stierf zijn vader en erfde hij als enige zoon de nalatenschap en de titels.
Carl Philipp was van 1961 tot 1979 getrouwd met Erika von Morgen (1935-2007) met wie hij vier kinderen heeft: Erfprins Emanuel (1961), Philipp (1963), Felicitas (1965) en Clemens (1966). Hij was sinds 1991 getrouwd met Elisabeth Frisch (1951).
Hij overleed op 91-jarige leeftijd.

### Eretekens
In 2009 werd Carl Philipp van Salm-Salm gedecoreerd met een medaille van de Orde van Verdienste van de Bondsrepubliek Duitsland 1ste klas.